# Christian August Hahnemann
Christian August Hahnemann (* 26. Juli 1818 in Berlin; † 2. August 1880 ebenda) war ein deutscher Architekt und Bauunternehmer.

## Leben
August Hahnemann war der Sohn des Königlichen Hofmaurermeisters August Daniel Hahnemann (1784–1851), machte eine Maurerlehre und vor 1829 die Meisterprüfung in Berlin. Anschließend war er in der väterlichen Baufirma tätig. Diese Firma war 1819–1821 am Bau des Schauspielhauses, 1821–1824 an der Schlossbrücke, 1821 am Wächterwohnhaus am Kreuzbergdenkmal und 1829–1832 am Neuen Packhof beteiligt. Ebenso 1849 an der Grundsteinlegung für das Denkmal Friedrich Wilhelms III. im Tiergarten. 1833 machte Hahnemann die Hofmaurermeister-Prüfung und reiste anschließend durch Deutschland und nach Italien. 1843/44 und 1847/48 folgten weitere Italienreisen. 1848 legte er die Privatbaumeister-Prüfung ab und wurde 1852 zum Hofbaumeister ernannt. 1867 war er, ebenso wie sein Bruder, der Baumeister Ferdinand Hahnemann, in der Mitgliederliste des Architektenvereins eingetragen. Als Freimaurer gehörte er der St. Johannis-Loge Teutonia zur Weisheit an.
Hahnemann heiratete 1843 Julie Bertha Schultz (1825–1857), Tochter des General-Arztes Friedrich August Schultz, und 1858 deren Schwester Maria Anna Schultz (1832–1894).

## Bauten in Berlin (zugeschrieben)

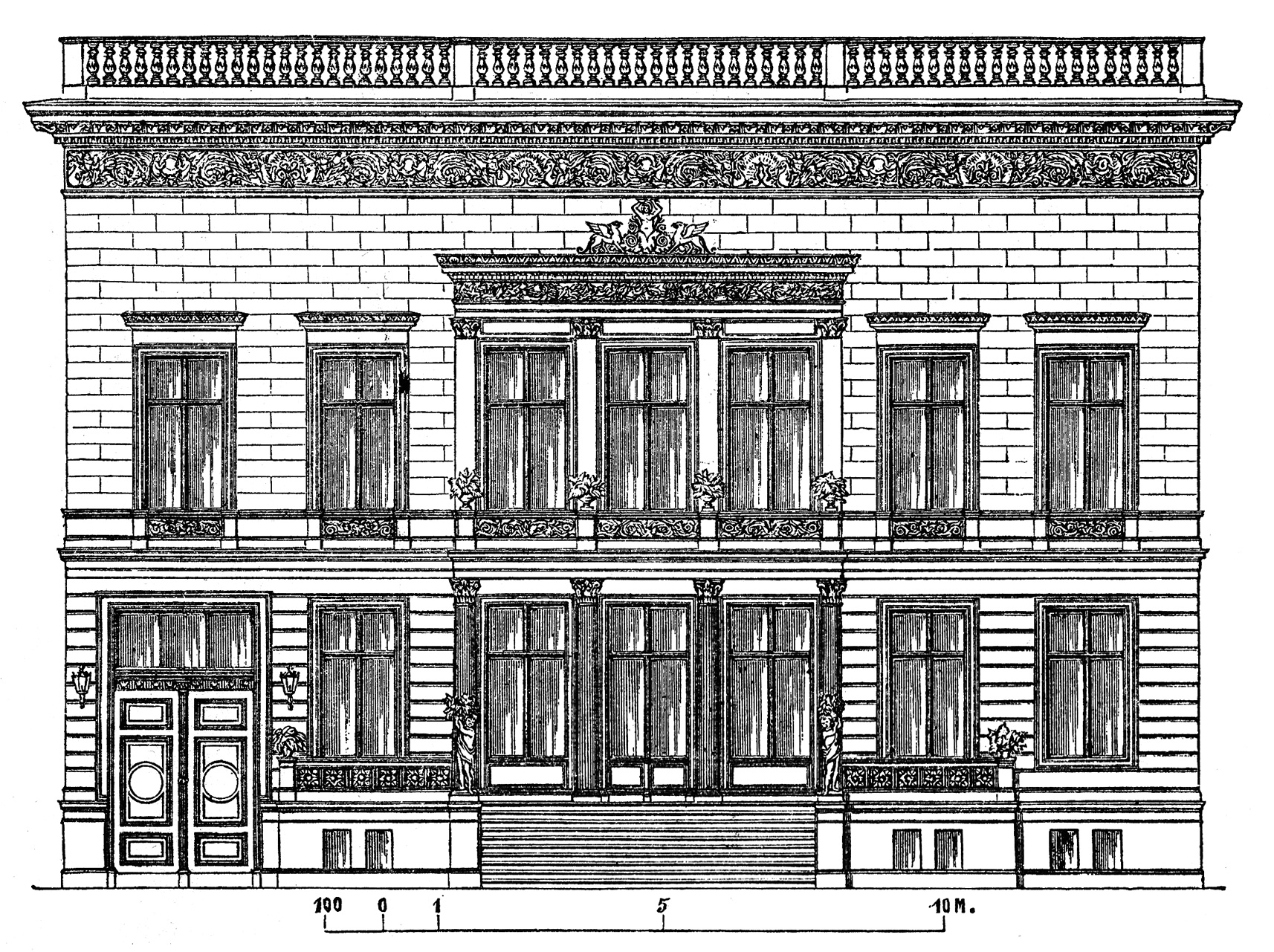
Wohnhaus Anker, Bellevuestraße 19a

- 1823: Remise Tiergartenstraße 33
- 1826: Seitengebäude am Wohnhaus Tiergartenstraße 4
- 1828: Wohnhaus Hasenhegerstraße 1/2 (mit Zimmermeister Glatz)
- 1836: Wohnhaus Tiergartenstraße 5A und Remise/Orangerie Tiergartenstraße 5
- 1840: Grundsteinlegung für das Denkmal Friedrichs II., Unter den Linden (gemeinsam mit Fa. Cantian)
- 1852: Neubau der Fassade am Prinz-Friedrich-Palais, Wilhelmstraße 72
- 1853: Umbau des Wohnhauses Normann, Unter den Linden 77
- 1854: Wohnhaus Anker, Bellevuestraße 19A und Umbau des Wohnhauses Bellevuestraße 19 (abgebrochen für das Weinhaus Rheingold 1905)
- 1856–1858: Wohnhaus Brandenburgstraße 43
- 1857–1860: Bau der Aktienbrauerei Tivoli in Kreuzberg
- ab 1858: Eigenes Wohnhaus Victoriastraße 2 (vermutlich nach Entwurf von August Stüler)
- vor 1860: Wohnhaus Heine, Potsdamer Straße 38
- 1861–1862: Mietshaus & Gewerbehof Mehringdamm 53[9]
- vor 1862: Hotel de Réfuge, Friedrichstraße 61, Wohnhaus Friedrich-/Ecke Taubenstraße 12/13, eigenes Wohnhaus Friedrichstraße 219 (mit August Stüler)